# Gulosus aristotelis
El cormorán moñudo (Gulosus aristotelis)  es una especie de ave suliforme de la familia Phalacrocoracidae propia de Europa y zonas limítrofes del norte de África y Oriente Próximo. Habita en la costa y por lo general es una especie sedentaria en sus áreas de cría, aunque las poblaciones norteñas son migratorias.

## Descripción

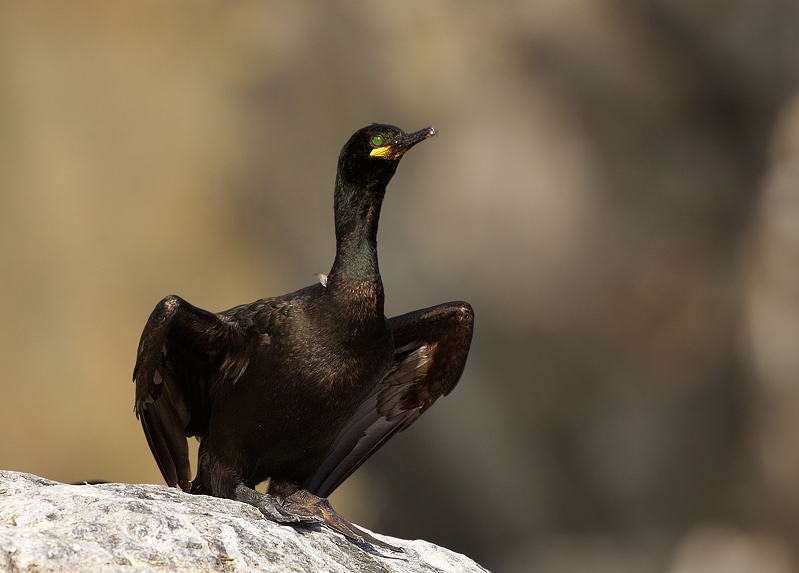
Tienen el plumaje negro con brillos verdosos.

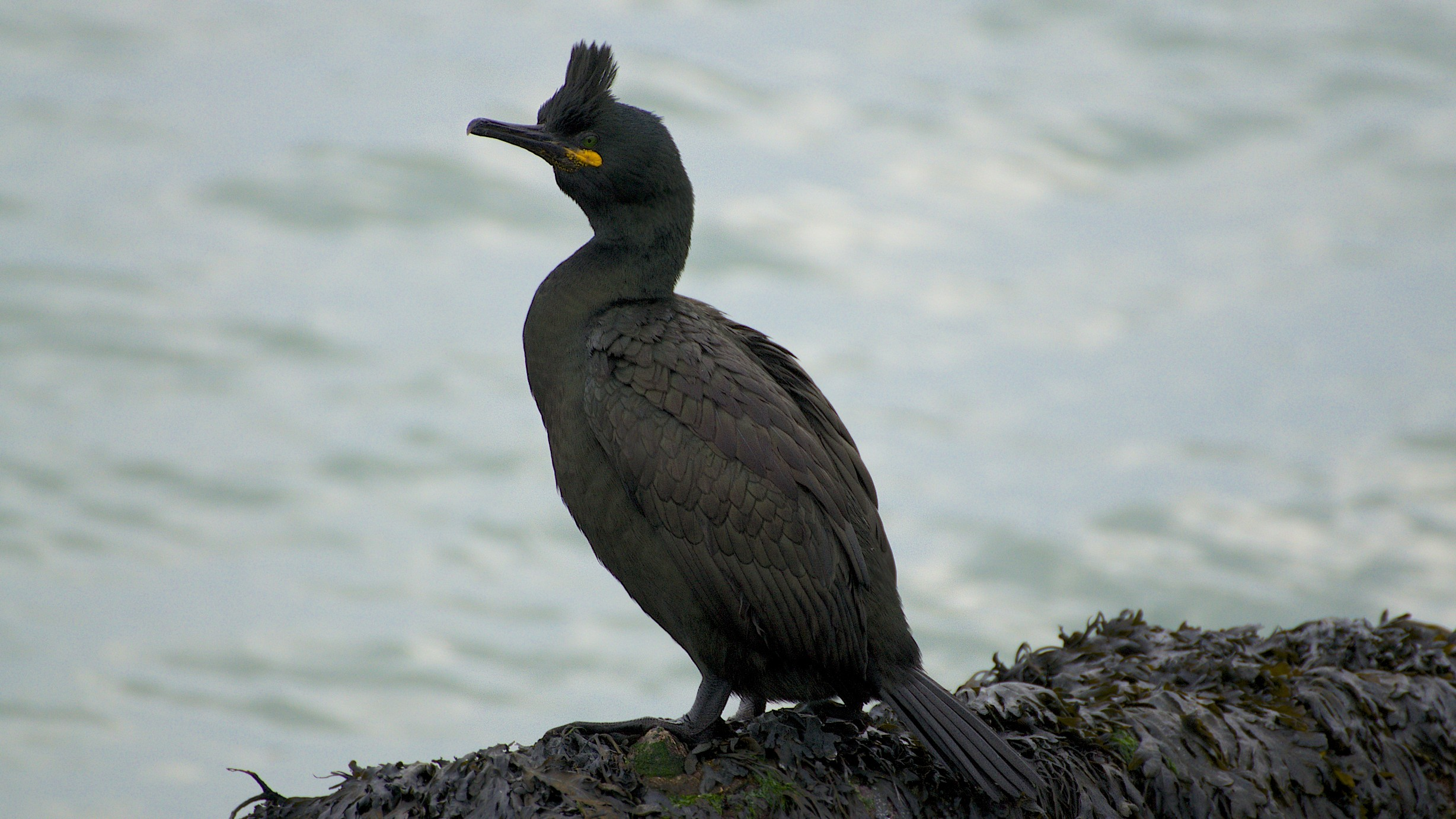
Los adultos presentan un pequeño penacho en la parte frontal del píleo.

Es un cormorán de tamaño medio-grande, que alcanza de media unos 68-78 cm de largo y unos 95-110 cm de envergadura, y tiene el cuello largo. Su plumaje es negro con reflejos verdes, su garganta es amarillenta y las comisuras al igual que la  base del pico son amarillas. Los adultos presentan una pequeña cresta durante la época de apareamiento al que deben su nombre común de moñudo. 
Se distingue del cormorán grande por su tamaño inferior, complexión más ligera y sobre todo en los adultos por su cresta y el reflejo verdoso de su plumaje. Su pico es más estrecho y los ejemplares juveniles muestran un vientre más oscuro. La cola del cormorán moñudo tiene doce plumas remeras, la del cormorán grande catorce. El final de la mandíbula inferior del pico acaba antes que el ojo y en el cormorán grande acaba después del ojo.

## Taxonomía
El cormorán moñudo es la única especie del género Gulosus, perteneciente a la familia de los cormoranes, Phalacrocoracidae. Los cormoranes forman parte del orden Suliformes, como una de sus cuatro familias, junto a Sulidae (alcatraces y piqueros), Fregatidae (fragatas) y Anhingidae (añingas). Los suliformes son aves acuáticas pescadoras que hasta 2010 se clasificaban en Pelecaniformes.
El cormorán moñudo fue descrito científicamente por Carlos Linneo en su obra Fauna svecica (Fauna sueca) de 1761, con el nombre de Pelecanus aristotelis. Posteriormente fue trasladado al género Phalacrocorax, creado por el zoólogo francés Mathurin Jacques Brisson en 1760. En 2014, un estudio descubrió que era significativamente más divergente que el clado que contiene Phalacrocorax y Urile, pero basal al clado que contiene Nannopterum y Leucocarbo, y por lo tanto lo clasificó en su propio género, Gulosus. La Unión Ornitológica Internacional siguió esta clasificación en 2021.
Subespecies
Se reconocen tres subespecies de cormorán moñudo:

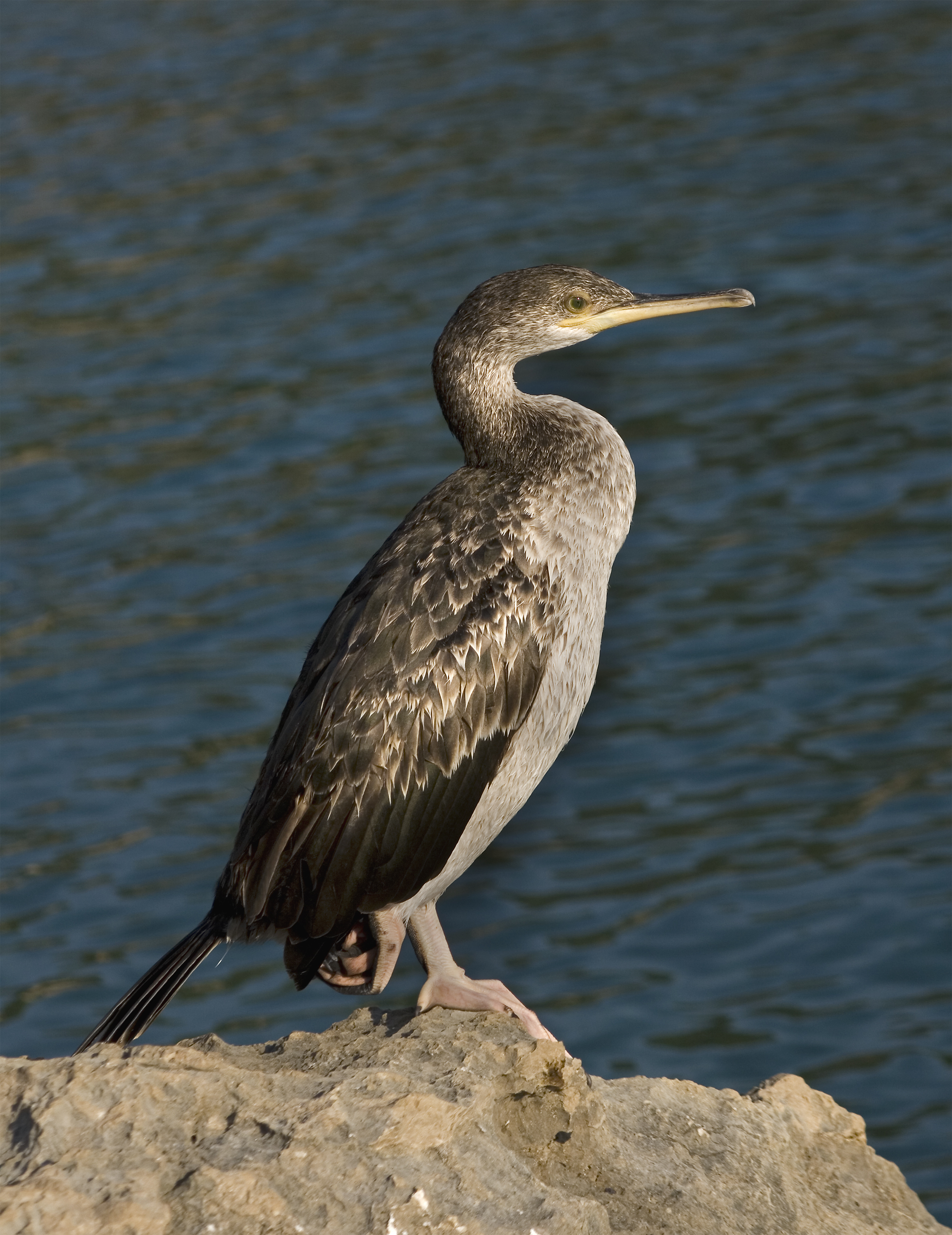
Juvenil de P. a. desmarestii.

- G. a. aristotelis - se extiende por la costa atlántica europea, desde Islandia y el norte de Escandinavia hasta la costa atlántica de la península ibérica. En esta zona se encuentra en las costas más oceánicas, evitando completamente el mar Báltico y la práctica totalidad del Mar del Norte.
- G. a. desmarestii - alrededor del mar Mediterráneo, de forma desigual desde las costas orientales de España hasta el mar Negro y el sudoeste de Asia. Los juveniles de esta especie tienen el vientre claro, casi blanco.
- G. a. riggenbachi - noroeste de África, que es confundido a veces con la subespecie mediterránea. Es más rara y localizada en la costa atlántica de Marruecos (por ejemplo en el parque nacional de Souss-Massa) y las islas Chafarinas.

Las subespecies se distinguen ligeramente en tamaño y en el color de los ejemplares juveniles. Evidencias recientes sugieren que las aves de la costa atlántica del suroeste de Europa son distintas de las otras tres subespecies y podrían constituir una subespecie nueva. (Yésou et al., Brit. Birds 98: 369-370, 2005). La mayor colonia de cormoranes moñudos se encuentra en las Islas Cíes con dos mil quinientas parejas (El 25 % de la población mundial de la especie).

## Comportamiento

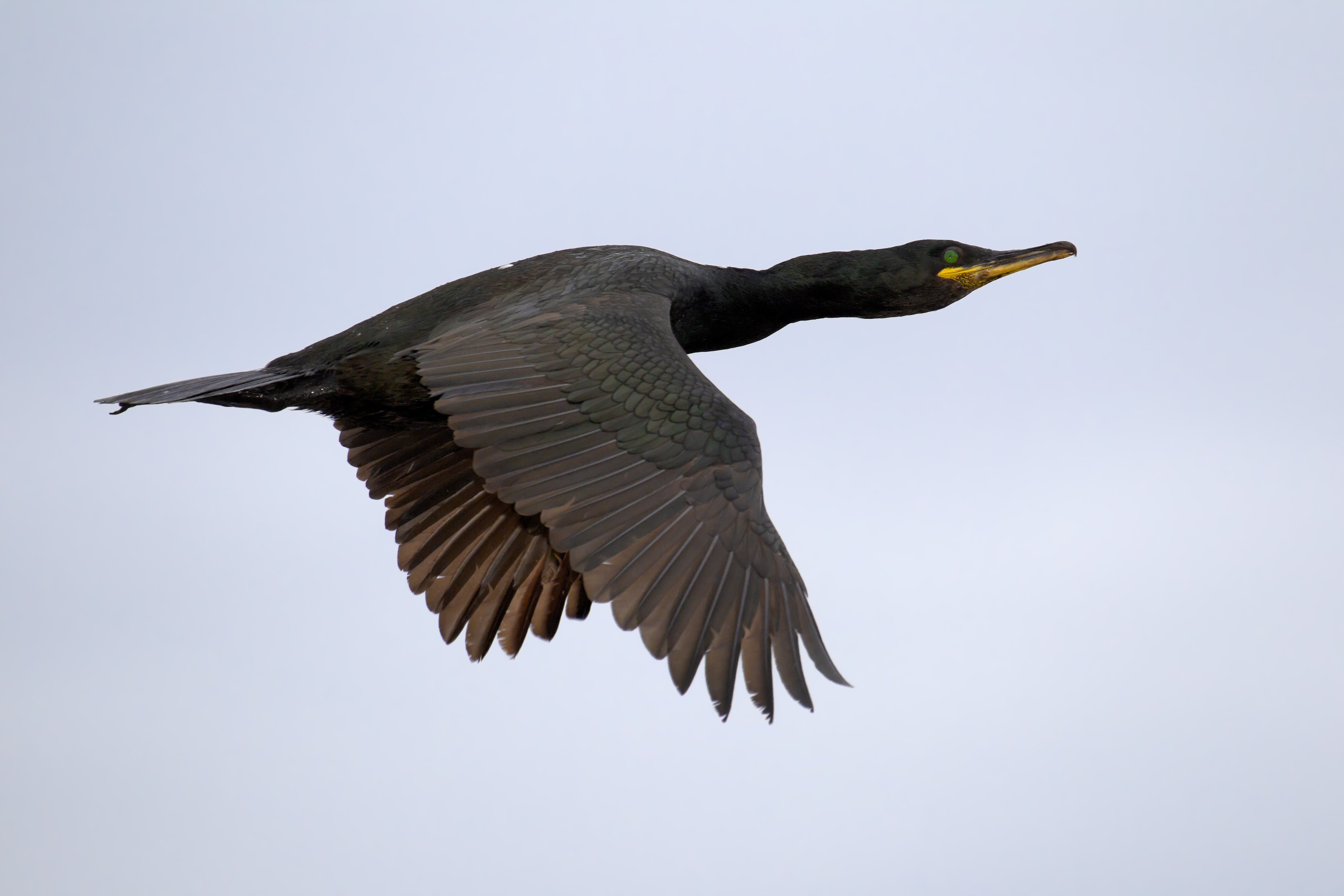
Cormorán moñudo en vuelo.

### Alimentación

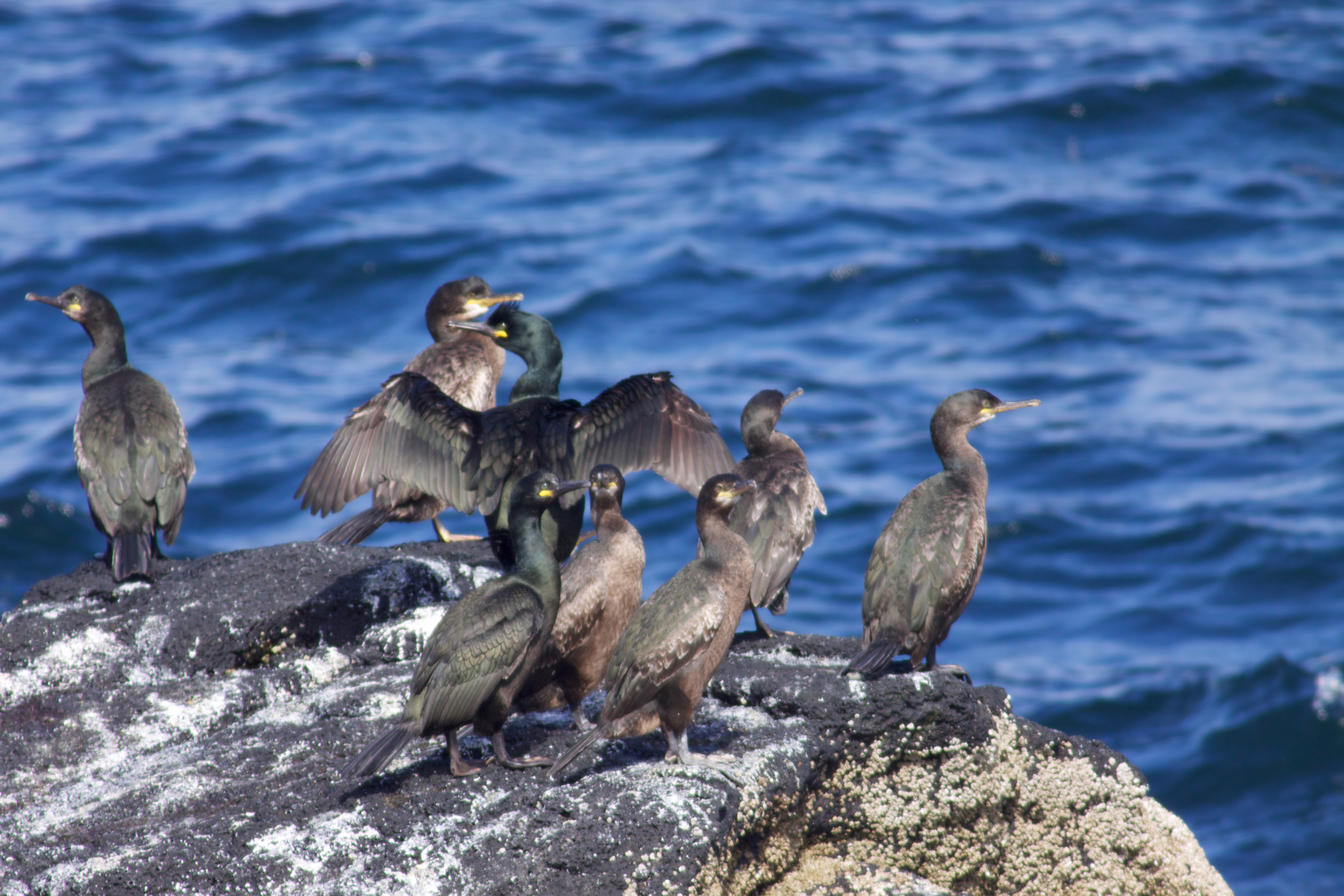
Cormoranes moñudos en Islandia.

El cormorán moñudo habita en la costa y se alimenta de peces marinos, y a diferencia del cormorán grande no suele adentrarse en el interior continental. El cormorán moñudo es uno de los mejores buceadores de la familia de los cormoranes, llegando hasta profundidades de 45 m entre veinte y cuarenta y cinco segundos, con un espacio de descanso de un mínimo de quince segundos. Se alimenta de especies piscícolas muy variadas, pero sobre todo de sardinas y arenques. A menudo recorren muchos kilómetros de costa desde su zona de anidamiento para alimentarse.

### Reproducción

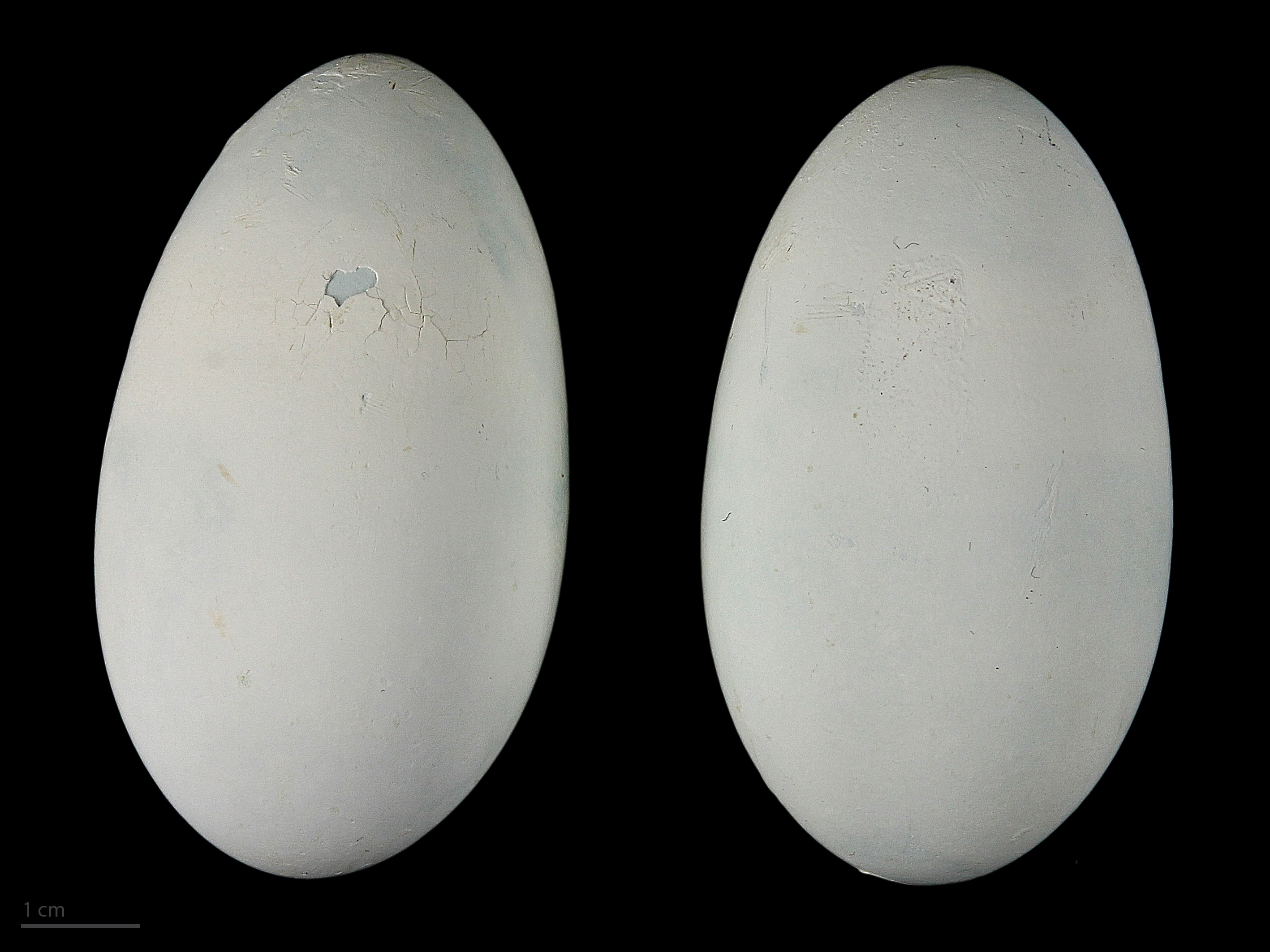
Phalacrocorax aristotelis - MHNT

Anida en pequeños abrigos rocosos, hendiduras o pequeñas cuevas en la costa. Los nidos consisten en pequeños haces amontonados de algas y plantas marinas unidas por los excrementos de los pájaros. La estación de cría es larga, comenzando a finales de febrero, aunque algunos ejemplares no comienzan hasta mayo e incluso después. Normalmente incuban tres huevos. Los polluelos nacen indefensos y requieren del calor de los padres para sobrevivir. No salen del nido en dos meses y comienzan a volar en torno a primeros de junio hasta finales de agosto y excepcionalmente más tarde.